# Menekültügyi eljárás
A menekültügyi eljárás a közigazgatási jog illetve a nemzetközi jog által szabályozott hatósági eljárás, amely a menekült és a menedékes státus elismerésére irányul.

## Célja
"A menekültügyi eljárás célja annak megállapítása, hogy a menedékkérelmet előterjesztő személy jogosult-e a menekült- vagy oltalmazotti státuszra, esetében a visszaküldés tilalma fennáll-e, visszaküldés tilalmának fenn nem állása esetén kiutasítható, illetve kitoloncolható-e, valamint a dublini átadás keretében átadható-e."

## Magyarországon
Az eljárás a Bevándorlási és Állampolgársági Hivatal hatáskörébe tartozik. A menedékjogról szóló 2007. évi LXXX. törvény VII. Fejezete tartalmazza a menekültügyi eljárás általános szabályait.

### A 2015. szeptember 15-én hatályba lépő rendelkezések
2015. szeptember 4-én Trócsányi László igazságügy miniszter nyilatkozott. Hangsúlyozta, hogy gyorsabbá és hatékonyabbá teszik a menekültügyi eljárásokat, bővítik az ország határainak védelméhez szükséges intézkedések körét, valamint szigorítják az embercsempészeket sújtó büntetőjogi szabályozást a kormány által beterjesztett, a tömeges bevándorlás kezelését célzó törvénymódosítások.

### A menekültügyi eljárás célja
A menekültügyi eljárás annak megállapítására irányul, hogy e törvény alapján
- a) fennállnak-e az elismerését kérő külföldi menekültként, oltalmazottként vagy menedékesként történő elismerésének feltételei,
- b) fennáll-e az elismerését kérő külföldi esetében a visszaküldés tilalma,
- c) a visszaküldési tilalom fenn nem állása esetén az elismerését kérő külföldi kiutasítható, illetve kitoloncolható-e,
- d) a külföldi a dublini átadás keretében átadható-e.[3]

### Költségviselés az eljárásban
A menekültügyi hatósági és a bírósági eljárás a kérelem első alkalommal történő benyújtása esetén tárgyi költségmentes.

### Az elismerés iránti kérelem benyújtása
Az eljárás a menekültügyi hatóságnál benyújtott elismerés iránti kérelemre indul.
Az elismerést kérő menekültügyi eljárás hatálya alatt áll
- a) a nemzetközi védelem iránti kérelme menekültügyi hatóság előtt történő személyes előterjesztésétől, vagy
- b) a nemzetközi védelem iránti kérelme egyéb hatóság előtt történő előterjesztése esetén a menekültügyi hatóság által a kérelme regisztrálásától az eljárásban hozott, további jogorvoslattal nem támadható döntés közléséig.[5]

Az elismerését kérő a menekültügyi eljárásban személyesen jár el.
A menekültügyi eljárásban a korlátozott cselekvőképességgel rendelkező személyt is megilleti az eljárási képesség.
Az elismerés iránti kérelem előterjesztésekor az elismerését kérőnek a menekültügyi hatóság előtt személyesen meg kell jelennie.
Ha a cselekvőképtelen személy személyesen kíván elismerés iránti kérelmet előterjeszteni, a menekültügyi hatóság köteles a menekültügyi eljárásba a cselekvőképtelen személy helyett a törvényes képviselőjét bevonni, ennek hiányában ügygondnok kirendelését kérni.
Ha az elismerését kérő kísérő nélküli kiskorú, a menekültügyi hatóság haladéktalanul intézkedik a gyermek ideiglenes hatályú elhelyezéséről és egyidejűleg megkeresi a gyámhatóságot a kiskorú képviseletét ellátó gyermekvédelmi gyám kirendelése iránt. A gyermekvédelmi gyámot a menekültügyi hatóság megkeresésének megérkezését követő nyolc napon belül kell kirendelni. A kirendelt gyermekvédelmi gyám személyéről a gyámhatóság haladéktalanul tájékoztatja a kísérő nélküli kiskorút és a menekültügyi hatóságot.
A kísérő nélküli kiskorú ügyében a menekültügyi eljárást soron kívül kell lefolytatni.
Családtagok közös kérelmezése esetén az elismerés iránti kérelmet az eljárási képességgel rendelkező elismerését kérő a családtagjaira is kiterjedően nyújtja be.
Az elismerés iránti közös kérelem a cselekvőképes vagy korlátozottan cselekvőképes családtagra akkor terjed ki, ha a közös kérelmezéshez előzetesen vagy legkésőbb személyes meghallgatásakor írásban hozzájárul. Az elismerés iránti közös kérelem a cselekvőképtelen családtagra a törvényes képviselő vagy az ügygondnok írásbeli hozzájárulásával terjed ki.
A menekültügyi hatóság az elismerés iránti kérelem benyújtásakor, illetve a menekültügyi őrizet elrendelésekor intézkedik az elismerését kérő arcképmásának, valamint ujjnyomatának rögzítése iránt.
A fogvatartott elismerését kérő ügyében a menekültügyi eljárást soron kívül kell lefolytatni.
Amennyiben az elismerését kérő európai elfogató parancs hatálya alatt áll, a menekültügyi hatóság érdemi döntését az átadás végrehajtása előtt hozza meg.
(2) A döntéssel szemben előterjesztett felülvizsgálati kérelemnek az átadás végrehajtására nincs halasztó hatálya.

### Az elismerését kérő eljárási jogai és kötelezettségei
Az elismerését kérő a menekültügyi eljárásban szóban és írásban használhatja az anyanyelvét vagy azt a nyelvet, amelyet megért.
A határozatot az elismerését kérővel az anyanyelvén vagy az általa értett más nyelven szóban kell közölni. A határozat szóbeli közlésével egyidejűleg a határozatot a kérelmezővel írásban is közölni kell.
A végzést az elismerését kérővel írásban kell közölni.
A menekültügyi hatóság a döntés közléséről – ha e törvény eltérően nem rendelkezik – annak meghozatalát követő nyolc napon belül köteles gondoskodni.
A hirdetmény útján közölt döntést a hirdetmény kifüggesztését követő nyolcadik napon kell közöltnek tekinteni. A hirdetmény nem tartalmazhatja az ügy tárgyát, az elismerését kérő személyes adatai közül pedig kizárólag családi és utóneve tüntethető fel. A hirdetmény kizárólag a menekültügyi hatóság hirdetőtábláján helyezhető el. Hirdetményi közlést követően a döntés közlésére vonatkozóan a kapcsolattartás általános szabályai nem alkalmazhatók.
A menekültügyi hatóság tolmácsot – a tolmáccsal kötött szerződés alapján – kirendelő végzés nélkül is igénybe vehet.
A menekültügyi eljárásban a tolmácsolási költséget, továbbá a jeltolmácsolás költségeit a menekültügyi hatóság viseli.
Az elismerését kérőnek bírósági felülvizsgálat iránti kérelme előterjesztésekor a menekültügyi hatóság előtt személyesen meg kell jelennie.
A menekültügyi hatóság köteles az elismerését kérőt eljárási jogairól, kötelezettségeiről, továbbá a kötelezettség megszegésének jogkövetkezményeiről – az anyanyelvén vagy az általa értett más nyelven – a kérelem benyújtásával egyidejűleg írásban tájékoztatni.
A tájékoztatást és annak tudomásulvételét jegyzőkönyvben kell rögzíteni.
Az elismerését kérőnek lehetőséget kell biztosítani arra, hogy saját költségén, illetve rászorultsága esetén – a jogi segítségnyújtásról szóló törvényben foglaltak szerint – díjmentesen jogi segítséget vegyen igénybe, vagy elfogadja valamely jogvédelemmel foglalkozó bejegyzett egyesület ingyenes jogi segítségét.
Az elismerését kérő által megbízott, jogi segítséget nyújtó személy
- a) jelen lehet az elismerését kérő személyes meghallgatásán;
- b) a menekültügyi eljárás során keletkezett iratokba betekinthet, azokról másolatot készíthet;
- c) az elismerését kérővel való kapcsolattartás érdekében az elismerését kérő elhelyezésére szolgáló intézmény területére, ha pedig az elismerését kérőt fogva tartják, a fogva tartás helyére beléphet.[29]

Az Egyesült Nemzetek Szervezete Menekültügyi Főbiztosságának képviselője a menekültügyi eljárásban részt vehet. Ennek keretében
- a) az elismerését kérő beleegyezésével
  - aa) jelen lehet az elismerését kérő személyes meghallgatásán;
  - ab) betekinthet a menekültügyi eljárás során keletkezett iratokba, azokról másolatot készíthet;
  - ac) a menekültügyi eljárás menetéről és a meghozott határozatokról – ideértve a bírósági határozatokat is – a menekültügyi hatóság tájékoztatja;
- b) az elismerés iránti kérelemmel kapcsolatos véleményét a menekültügyi eljárás bármely szakaszában előadhatja;
- c) az elismerését kérő elhelyezésére szolgáló intézmények területére, fogva tartás esetén pedig a fogva tartás helyére beléphet.[30]

Az elismerését kérő a menekültügyi eljárás során köteles tűrni
- a) csomagjának, ruházatának, járművének átvizsgálását;
- b) arcképmásának, továbbá ujjnyomatának rögzítését.[31]

### A bizonyítás szabályai
Az elismerés iránti kérelemre vonatkozó döntés az elismerését kérő egyéni helyzetének értékelésén alapul.
A menekültügyi eljárás során annak igazolása vagy valószínűsítése érdekében, hogy az elismerését kérőre nézve a menekültkénti, oltalmazottkénti vagy menedékeskénti elismerés feltételei fennállnak, különösen az alábbi bizonyítási eszközök használhatók fel;
- a) az elismerését kérő által feltárt, menekülésre okot adó tények és körülmények, valamint az ezeket alátámasztó iratok;
- b) az elismerését kérő által rendelkezésre bocsátott úti okmány vagy egyéb olyan okmány, amelyből személyazonosságára, illetve állampolgárságára következtetni lehet;
- c) az elismerését kérő származási országára vonatkozó valamennyi releváns és időszerű információ, ideértve a származási ország jogszabályi vagy egyéb, a jogalanyokra nézve kötelező rendelkezéseit, valamint azok alkalmazási módját is.[33]

A menekültügyi hatóság és szükség esetén a bíróság köteles beszerezni a miniszter irányítása alatt álló országinformáció szolgáltatásáért felelős szerv jelentését.
A menekültügyi hatóság az elismerését kérő által benyújtott, külföldön kiállított közokiratot, illetve a külföldi bíróság, közigazgatási szerv, közjegyző vagy egyéb közhitelességgel felruházott személy által hitelesített magánokiratot bizonyító erejű okiratként a kiállítás helye szerinti államban működő magyar külképviseleti hatóság diplomáciai felülhitelesítése vagy egyéb felülhitelesítés hiányában is elfogadhatja.
A nem magyar nyelven kiállított okirat magyar nyelvű hiteles fordítás nélkül is elfogadható.
Magyar hatóság, illetve bíróság nem léphet kapcsolatba
- a) az elismerését kérő származási országával,
- b) olyan országgal, amelyről feltételezhető, hogy információt továbbít a származási országba,
- c) olyan személlyel vagy szervezettel, akiről vagy amelyről feltételezhető, hogy az elismerését kérőt üldözte, üldözné vagy információt továbbítana az elismerését kérő üldözőinek,

ha a kapcsolatfelvétel eredményeként az üldözők tudomást szereznének arról, hogy az elismerését kérő elismerés iránti kérelmet nyújtott be, vagy a kapcsolatfelvétel következtében az elismerését kérő, illetve valamely családtagja testi épségét vagy az elismerését kérő származási országában élő családtagjának szabadságát vagy biztonságát veszély fenyegetné.
Az (1) bekezdés nem alkalmazható, ha ugyanaz a kérelmező azt követően nyújt be kérelmet, hogy korábbi kérelme tárgyában jogerős elutasító, illetve megszüntető döntés született, és magyar hatóság vagy bíróság a visszaküldés tilalmának fennállását nem állapította meg.
Az elismerését kérő személyes meghallgatása – ha e törvény kivételt nem tesz – a menekültügyi eljárásban kötelező. A személyes meghallgatásról jegyzőkönyvet kell felvenni.
A menekültügyi hatóság a személyes meghallgatástól eltekinthet, ha az elismerését kérő
- a) nincs meghallgatható állapotban, vagy
- b) ismételt kérelmet terjesztett elő, és kérelmében nem nevezett meg olyan tényeket vagy nem szolgáltatott olyan bizonyítékot, amelyek alapján menekültkénti vagy oltalmazotti elismerésének lenne helye. Nem mellőzhető a személyes meghallgatás, ha az ismételt kérelmet olyan elismerését kérő terjesztette elő, akinek nevében korábbi kérelmét eltartott személyként, vagy nem házas kiskorúként terjesztették elő.[40]

Az eljárási képességgel rendelkező családtaggal együtt érkező, tizennegyedik életévét be nem töltött elismerését kérőt akkor lehet meghallgatni, ha személyes meghallgatása a tényállás tisztázása érdekében nélkülözhetetlen.
Az elismerés iránti kérelem elutasítására nem kerülhet sor kizárólag azon az alapon, hogy a menekültügyi hatóság az elismerését kérőt nem hallgatta meg.
Amennyiben a magát kiskorúnak valló elismerését kérő kiskorúságát illetően kétség merül fel, életkora megállapítása céljából orvosszakértői vizsgálat kezdeményezhető. A vizsgálat kizárólag az elismerését kérő, ha pedig az elismerését kérő nyilatkozattételre képtelen állapotban van, törvényes képviselője vagy ügygondnoka hozzájárulásával végezhető el.
Az elismerés iránti kérelem elutasítására nem kerülhet sor kizárólag azon az alapon, hogy az elismerését kérő, a törvényes képviselő vagy az ügygondnok nem adta hozzájárulását a vizsgálat elvégzéséhez.
Ha az elismerését kérő, a törvényes képviselő vagy az ügygondnok a kiskorúság megállapítására irányuló szakértői vizsgálathoz nem járul hozzá, az elismerését kérőre nézve a kiskorúakra vonatkozó rendelkezések – a törvényes képviselő bevonására, illetve az ügygondnok kirendelésére vonatkozó rendelkezések kivételével – nem alkalmazhatók.

### A visszaküldési tilalom vizsgálata és a menekültügyi hatóság által elrendelt kiutasítás
A visszaküldés tilalma fennáll, ha az elismerését kérő származási országában faji, illetve vallási okok, nemzeti hovatartozása, meghatározott társadalmi csoporthoz tartozása, avagy politikai meggyőződése miatt üldöztetés veszélyének vagy az Alaptörvény XIV. cikk (2) bekezdésében meghatározott magatartásnak lenne kitéve, és nincs olyan biztonságos harmadik ország, amely befogadja.
A kísérő nélküli kiskorú esetében a visszaküldés tilalma akkor is fennáll, ha a család egyesítése, illetve az állami vagy más intézményi gondoskodás sem a származási országában, sem az őt befogadó más államban nem biztosított.
A menekültügyi hatóság az elismerés iránti kérelem elutasítására, valamint az elismerés visszavonására vonatkozó döntésében megállapítja a visszaküldés tilalmának fennállását vagy fenn nem állását.
Az (1) vagy a (2) bekezdés szerinti tilalom fennállása esetén a menekültügyi hatóság javaslatára az idegenrendészeti hatóság a külföldit befogadottként ismeri el.
Az (1) és a (2) bekezdés szerinti tilalom fenn nem állása esetén a menekültügyi hatóság az elismerés iránti kérelmet elutasító döntésében rendelkezik a külföldi humanitárius célból kiadott tartózkodási engedélyének visszavonásáról, és – ha a külföldi más jogcímen nem jogosult Magyarország területén tartózkodni – a külföldi a harmadik országbeli állampolgárok beutazásáról és tartózkodásáról szóló 2007. évi II. törvény szerinti kiutasításáról és kitoloncolásáról, valamint megállapítja a beutazási és tartózkodási tilalom időtartamát.
Az (1) és a (2) bekezdés szerinti tilalom fenn nem állása esetén a menekültügyi hatóság az elismerés visszavonására vonatkozó döntésében rendelkezik a külföldi Magyarország által kiadott úti okmányának, továbbá személyazonosító igazolványának, valamint személyi azonosítót és lakcímet igazoló hatósági igazolványának vagy személyazonosságát igazoló okmányának elvételéről, és – ha a külföldi más jogcímen nem jogosult Magyarország területén tartózkodni – törvény szerinti kiutasításáról és kitoloncolásáról, valamint megállapítja a beutazási és tartózkodási tilalom időtartamát.
A külföldi az (5) és (6) bekezdés szerinti kiutasítással szemben jogorvoslattal a menekültügyi hatóság elismerés iránti kérelmet elutasító döntésével, valamint az elismerés visszavonására vonatkozó döntésével szembeni jogorvoslat során élhet.
A menekültügyi hatóság által elrendelt kiutasítást és kitoloncolást az idegenrendészeti hatóság hajtja végre.
A (3) bekezdésben foglaltak nem alkalmazhatók, ha a kérelmező származási országa nem igazolt, vagy valószínűsített.

### Kizárt eljárások
A menekültügyi hatóság által lefolytatott eljárásban nincs helye
- a) fellebbezésnek, újrafelvételi eljárásnak;
- b) az eljárás kérelemre történő felfüggesztésének;
- c) elektronikus kapcsolattartásnak;
- d) a jogszabálysértő döntés visszavonásáról rendelkező döntés elleni jogorvoslatnak;
- e) kézbesítési ügygondnok kijelölésének.[55]